# Schräglage

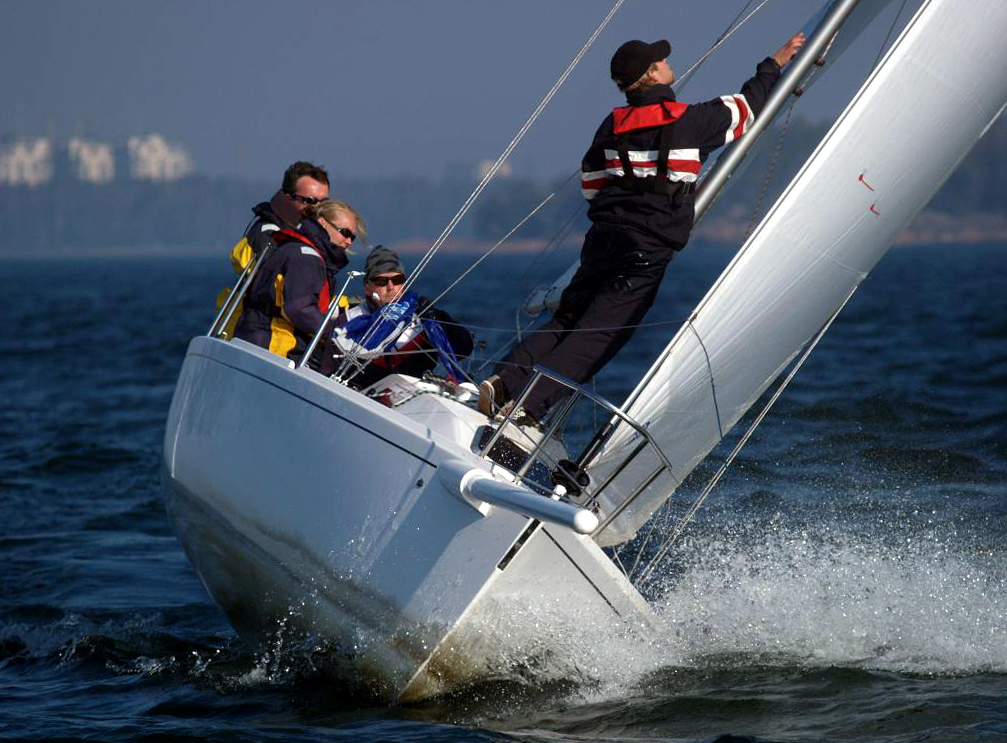
Krängung eines Segelbootes durch Winddruck auf die Segel

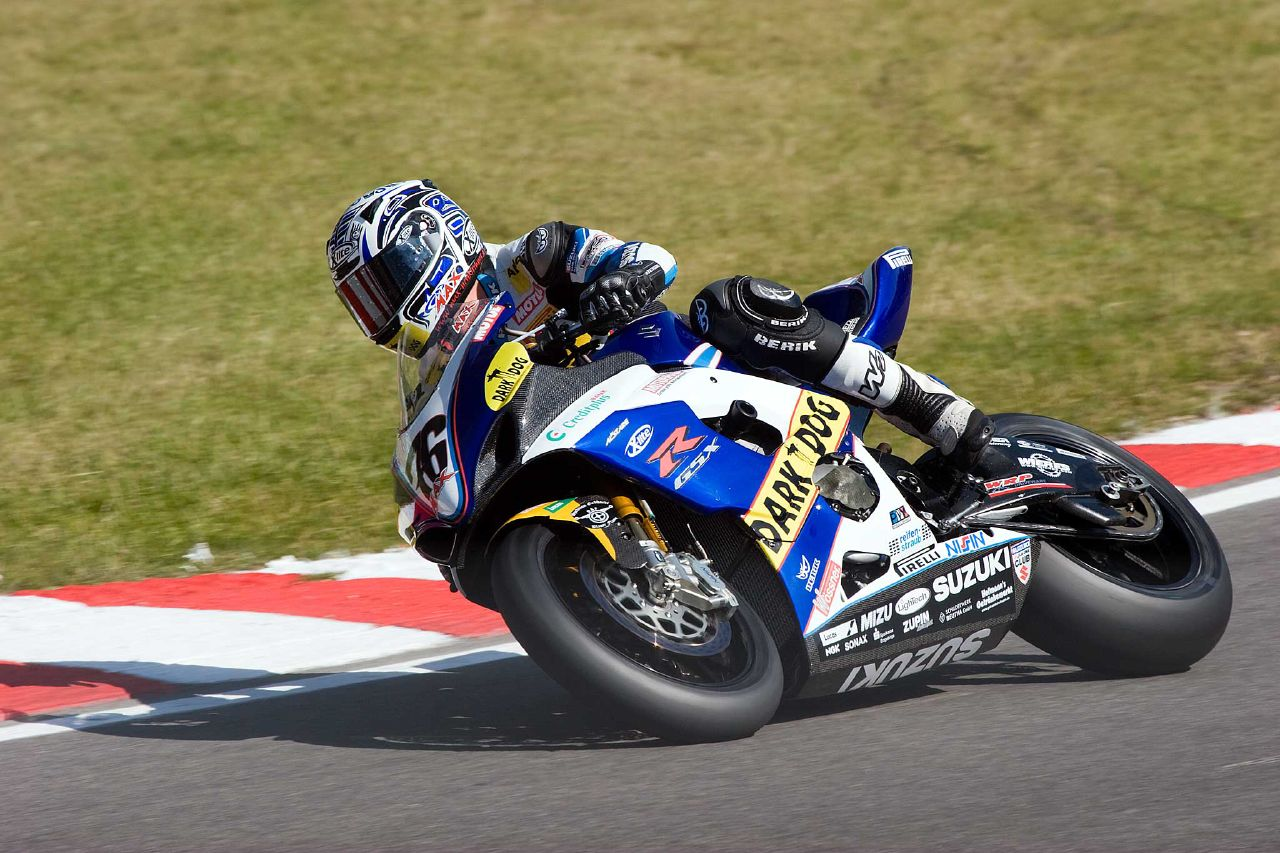
Schräglage eines Rennmotorrads beim schnellen Durchfahren einer Kurve

Schräglage bezeichnet die Ausrichtung eines Objektes zu einem horizontalen oder einem vertikalen (lotrechten) Bezugssystem oder die relative Lage zwischen einzelnen Objekten. Bei Fahrzeugen bezeichnet Schräglage die Neigung eines Objektes um seine Längsachse (Rollwinkel) gegenüber der Normal- oder Ruhelage, der Winkel wird als Schräglagenwinkel bezeichnet.

## Fahrzeuge

### Flugzeuge
Beim Kurvenflug von Flugzeugen wird durch die Querneigung der Zentrifugalkraft entgegengewirkt. Die vektorielle Summe aus Gewichtskraft und Zentrifugalkraft muss die gleiche Richtung aufweisen wie der durch die Tragflächen erzeugte dynamische Auftrieb.

### Schiffe
Bei Schiffen wird die Schräglage Krängung genannt.

### Zweiräder
Bei Zweirädern ist die Schräglage ein notwendiger Teil des Kurvenmanövers. Beim Zweirad muss die vektorielle Summe von Gewichtskraft und Zentrifugalkraft vom Schwerpunkt zur Verbindungslinie der Aufstandspunkte beider Räder auf dem Boden zeigen. Die Schräglage ist vom Kurvenradius und von der Geschwindigkeit abhängig. Sie ist umso größer, je höher die Geschwindigkeit und je enger die Kurve ist. Die Schräglage wird durch den Lenkeinschlag und beim Motorrad durch die Geschwindigkeit (Stützgas) beeinflusst. Durch Gewichtsverlagerung kann die Schräglage des Fahrzeugs selbst in gewissen Grenzen verändert werden, z. B. beim „Hanging off“ im Motorradrennsport.